# Campionati africani di trampolino elastico 2021
I Campionati africani di ginnastica artistica 2021 sono stati la IX edizione della manifestazione continentale di trampolino elastico organizzata dall'Unione africana di Ginnastica. Si sono svolti dal 26 al 27 maggio 2021 presso il Nasr City Sporting Club di Il Cairo, in Egitto.
Originariamente la manifestazione avrebbe dovuto svolgersi a Swakopmund in Namibia nel 2020, ma è stata riorganizzata a causa dell'emergenza sanitaria conseguente alla pandemia di COVID-19.
La competizione ha assegnato uno posto maschili e uno femminile per i Giochi olimpici estivi di Tokyo 2020, che è stato ai vincitori del concorso individuale, l'unico disputato in questa edizione della manifestazione.
Questa edizione è stata organizzata congiuntamente ai campionati africani di ginnastica artistica 2021.

## Podi

### Uomini
| Evento                 | Oro               | Punti | Argento        | Punti | Bronzo        | Punti |
| Trampolino individuale | Seif Asser Sherif |       | Younes Belkhir |       | Safwane Salhi |       |

### Donne
| Evento                 | Oro         | Punti | Argento               | Punti | Bronzo         | Punti |
| Trampolino individuale | Malak Hamza |       | Mariam Osama Elbeialy |       | Thalia Loveira |       |

## Medagliere
| Pos.   | Paese   | Oro | Argento | Bronzo | Totale |
| ------ | ------- | --- | ------- | ------ | ------ |
| 1      | Egitto  | 2   | 1       | 0      | 3      |
| 2      | Algeria | 0   | 1       | 0      | 1      |
| 3      | Marocco | 0   | 0       | 1      | 1      |
| 3      | Namibia | 0   | 0       | 1      | 1      |
| Totale | Totale  | 2   | 2       | 2      | 6      |